# 스페인-필리핀 관계
스페인-필리핀 관계는 두 국가가 1947년 9월 27일에 외교 관계 수립에 합의하면서 시작되었다.

## 상세
스페인과 필리핀의 관계는 피식민지와 식민지의 관계로 시작하였다. 스페인의 탐험가인 페르디난드 마젤란은 필리핀을 최초로 방문한 스페인인 중 한명이며, 당시 필리핀 막탄섬 추장 라푸라푸에 의해 살해당했다. 이후에도 스페인은 필리핀에 여러 탐험대와 조사대를 파견하였으며, 마닐라에 요새를 세우고 스페인령 동인도를 건설하였다. 필리핀은 스페인의 식민지 중 유일한 아시아 국가이다.
필리핀이라는 국명은 펠리페 2세의 이름으로부터 명명된 것이다. 이 기간 동안 필리핀의 문화에 스페인의 문화의 큰 영향을 받았으며, 필리핀어에도 스페인어의 영향이 남았다.
이러한 피식민지와 식민지 관계는 1565년 - 1898년까지 지속되었으며, 미국-스페인 전쟁 이후 스페인이 미국에게 필리핀 영유권을 넘기며 식민시대가 끝나게 된다. 두 국가는 제2차 세계 대전 종전 2년 후 외교 관계를 수립한다. 두 나라는 스페인-필리핀 우호의 날을 제정하여 두 나라의 관계를 우호적으로 유지하는데 합의하였다. 
두 국가는 이베로아메리카 국가 기구 및 라틴 연합에 가입되어 있다.

## 같이 보기
- 스페인의 대외 관계
- 필리핀의 대외 관계